# Zhen Xie
Zhen Xie (ur. 26 września 1984) – chiński zapaśnik walczący w stylu klasycznym. Zajął 27 miejsce w mistrzostwach świata w 2006. Ósmy na igrzyskach azjatyckich w 2010. Piąty w mistrzostwach Azji w 2011. Siódmy w Pucharze Świata w 2009 roku.